# Малятинцы
Маля́тинцы (укр. Малятинці) — село в Ставчанской сельской общине Черновицкого района Черновицкой области Украины.

## История
В июле 1995 года Кабинет министров Украины утвердил решение о приватизации находившегося здесь совхоза.
Население по переписи 2001 года составляло 1214 человека.
До 2020 года входило в Кицманский район.